# Hesperodiaptomus kiseri
Hesperodiaptomus kiseri är en kräftdjursart som först beskrevs av Kincaid 1953.  Hesperodiaptomus kiseri ingår i släktet Hesperodiaptomus och familjen Diaptomidae. Inga underarter finns listade i Catalogue of Life.